# Mozilla Firefox 3
Mozilla Firefox 3 — версия браузера Mozilla Firefox, выпущенная 17 июня 2008 года.
Firefox 3.0 использует движок Gecko 1.9. В этой версии браузера исправлены многие ошибки, улучшена совместимость с веб-стандартами, включён переработанный менеджер загрузки, произведены многочисленные изменения в системе хранения закладок и истории, улучшена интеграция в операционную систему. Mozilla заявляет о наличии более 15000 улучшений по сравнению со второй версией.
В день релиза Firefox 3.0 загрузили более 8 миллионов раз, а уже в июле 2008 года его рыночная доля составила 6,32 %.
Поддержка Firefox 3.0.x была закончена 30 марта 2010 года.

## Разработка
Mozilla Firefox 3 разрабатывался под кодовым именем Gran Paradiso.
Планирование новой версии началось в октябре 2006 года, когда команда разработчиков спросила пользователей, какие бы функции они хотели видеть в Firefox 3.
Всего было выпущено 8 альфа-версий, 5 бета-версий и 3 релиз-кандидата, прежде чем вышла стабильная версия.
После релиза поддержка данной версии осуществлялась до 30 марта 2010 года. За этот период было выпущено 19 минорных обновлений.

## Изменения

### Внутренние изменения
Одним из самых больших изменений в Firefox 3 — это переход на новую версию движка Gecko 1.9. Были исправлены многие ошибки, улучшена совместимость с веб-стандартами, внедрены новые веб API. Благодаря этому Firefox 3 стал первым официальным релизом Firefox полностью проходящим тест Acid2, также улучшился результат в тесте Acid3.
Добавлена поддержка анимированного PNG и EXSLT.

### Внешние изменения

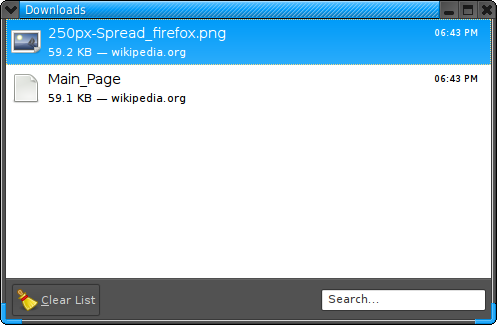
Новый менеджер загрузки в Firefox 3

В Firefox 3 изменён менеджер загрузки, в которым появился встроенный поиск и возможность возобновления загрузки. Появился менеджер плагинов, обновился менеджер паролей.

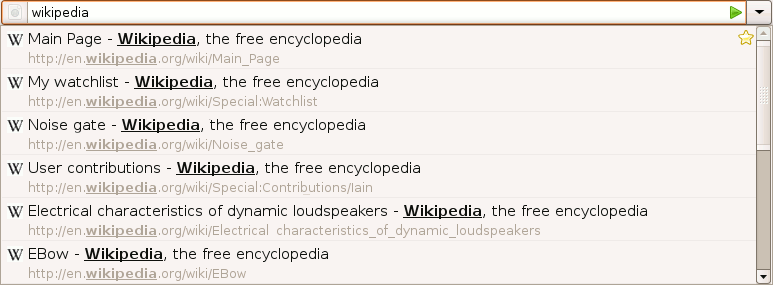
Новая система автодополнения адресной строки

Firefox 3 использует систему «Places» для хранения закладок и истории. Новая система сохраняет больше информации о закладках и истории веб-сёрфинга, в частности появилась возможность задавать теги для страниц.
Благодаря этой системе изменён формат выпадающего списка автодополнения адресов по умолчанию, и улучшен алгоритм автодополнения. Реализована зависимость позиции результата от того, что выбирает пользователь, введя определённую поисковую строку.
В версии для Mac элементы интерфейса выполнены в стиле Aqua, также добавлена поддержка оповещений Growl и спелчекер OS X.
Начиная с версии 3, Firefox отображает в адресной строке не-ASCII-символы, если они закодированы в URI encoding (%код) поверх кодировки UTF-8; ранее для такой функциональности требовались сторонние дополнения. При копировании содержащего такие символы URL из адресной строки целиком, они выдаются в кодированном виде (со знаками процента), то есть в стандартном синтаксисе URL. При выделении лишь части адреса, копируются однако видимые (незакодированные) символы.

### Темы
Чтобы браузер выглядел более родным в разных операционных системах, Firefox 3 использует различные темы для Mac OS X, Linux, Windows XP, Windows Vista.
При работе в GNOME, Firefox 3 использует значки из среды рабочего стола; если значки меняются в GNOME, то они меняются и в Firefox. Дополнительные значки тоже могут использоваться, но они должны следовать принципам Tango Desktop Project.
В системах Windows и Mac OS X изменилась форма кнопок «вперёд»-«назад», теперь они приобрели форму замочной скважины. Кроме того, для Windows XP и Windows Vista созданы различные иконки.

### Функции, убранные из дистрибутива
Расширение «DOM Inspector» убрано из стандартной поставки., теперь оно доступно с addons.mozilla.org.
Справка перенесена в Интернет, на support.mozilla.com.

## Популярность
По данным Net Applications максимальная рыночная доля у Firefox 3 была в апреле 2009 года и составляла 21,17 %. Далее она начала уменьшаться из-за того, что некоторые пользователи стали переходили на бета-версию Firefox 3.5, релиз которого состоялся 30 июня 2009 года. На январь 2010 года доля Firefox 3 составляет 5,24 %.

### Мировой рекорд Гиннесса
Официальная дата релиза Firefox 3 называлась «День загрузки 2008» (англ. Download Day 2008), во время которого Spread Firefox поставил мировой рекорд для самой загружаемой программы за 24 часа. В офисе Mozilla в течение 24 часов представители Книги рекордов Гиннесса контролировали рост закачек дистрибутива, который за сутки скачало более 8 млн человек. Сведения были переданы представителям книги рекордов Гиннесса, которым понадобилось несколько дней для проверки данных. Для сравнения, за пять дней после выхода релиза, Opera 9.50 загрузили 4,7 млн раз.
День загрузки официально начался 17 июня в 10:00 утра по Североамериканскому тихоокеанскому времени (21:00 мск) и окончился в 18:16 UTC (22:16 мск). День загрузки был продлён по причине того, что серверы уже к 21:05 мск не отвечали из-за перегрузки. В компании было принято решение о том, что представители Книги рекордов Гиннесса начнут фиксировать количество закачек только после того, как будет восстановлена работа основного сервера. Случилось это спустя 1 час 26 минут, то есть в 22:26 мск.
В начале июля было объявлено, что рекорд установлен. В Книгу Гиннесса будет внесено число 8 002 530 загрузок за 24 часа.

## Критика
Хотя новая функциональность адресной строки была в целом хорошо воспринята, были и те, кому эти изменения не понравились. Были созданы расширения, которые возвращали старое поведение адресной строки.